# John Halifax, Gentleman (film 1915)
John Halifax, Gentleman è un film muto del 1915 diretto da George Pearson.

## Trama
Un apprendista eredita un mulino, sposa una ereditiera diseredata e resta fedele alla sua classe.

## Produzione
Il film fu prodotto dalla G.B. Samuelson Productions. Venne girato in Inghilterra, nel Gloucestershire, al The Bell Hotel e alla Tewkesbury Abbey .

### Cast
- Charles Bennett (1899–1995) - Attore bambino, qui nel ruolo del protagonista da piccolo, Bennett sarebbe diventato un noto sceneggiatore britannico, collaboratore tra gli altri anche di Alfred Hitchcock.

## Distribuzione
Distribuito dalla Moss, il film uscì nelle sale cinematografiche britanniche nel giugno 1915.